# دفون
دفون هي قرية لبنانية من قرى قضاء عاليه في محافظة جبل لبنان.